# ژانگ فی (بازیکن بسکتبال)
ژانگ فی (انگلیسی: Zhang Wei؛ زادهٔ ۱۲ فوریهٔ ۱۹۸۶) بازیکن بسکتبال زن اهل چین است. وی در بازی‌های المپیک تابستانی ۲۰۰۸ شرکت کرده‌است.